# あした出逢った少女
『あした出逢った少女』（あしたであったしょうじょ）は、2003年5月30日にMOONSTONEより発売された18禁恋愛アドベンチャーゲームである。

## 概要
記憶喪失になった主人公が、田舎の村で4人の姉妹（ヒロイン）と出会い、彼女らと共に猟奇殺人事件に巻き込まれていくサスペンスノベルである。
MOONSTONEブランドのデビュー作。恋純ほたると呉がCIRCUSから独立してMOONSTONEを設立し、デビュー作を検討した際、恋純は『D.C. 〜ダ・カーポ〜』の知名度を活かした学園物を考えていたが、呉が最初の1～2作は尖った作品で行きたいと主張し、その結果サスペンス作品となった。本作品のアイデアは、呉が学生時代に発案したものである。
CD版（初回限定版・通常版）と、音声・BGMが高音質で収録されたDVD限定版が同時発売された。

## ストーリー
相茶流は、ふと気づくと田舎の高千穂村で空を見上げていた。そして自分の過去の記憶が無いことに気付く。混乱した流だが、従姉だという橘高早苗に連れられて、4姉妹が住む橘高家に居候することになる。しかし隣町で起こった事件をきっかけに、流や4姉妹は連続殺人事件に巻き込まれていく。

## ゲームシステム
作中では主人公を巡る過去と現在の物語が交互に描かれる。
攻略ヒロインは4人。作中で選ぶ選択肢によって、エンディングは各ヒロインエンドのほか、バッドエンドや、物語の謎が明かされるトゥルーエンドとなる。全てのエンディングを見ると、各ヒロインのショートストーリーがプレイできるようになる。回想モードでは、細かく区切られたシナリオの各部分を見返すことができ、ストーリーの伏線などを再確認できる。

## 登場人物

### 主人公
相茶 流（あいさ りゅう）
この物語の主人公。突然記憶喪失の状態になり、橘高家の屋敷に居候することになる。元々村の出身で、姉妹によれば現在は村外で暮らしている。一人称は「僕」。

### ヒロイン
橘高 早苗（きったか さなえ）
声：草柳順子
4月20日生まれ
4姉妹の長女。優しく気さくで、長女だが意外に子どもっぽい性格。実家の病院を継いでいるが何かと気苦労が絶えない。記憶喪失の流を最初に見つけて、橘高家へ連れてきて住まわせる。自動車免許は持っているものの、本人曰く運転は苦手。
橘高 冬香（きったか ふゆか）
声：一色ヒカル
9月15日生まれ
4姉妹の次女。クールで物静か。橘高家の食事作りを担っている。物語の鍵を握る重要な人物。
橘高 倫（きったか りん）
声：須本綾奈
10月9日生まれ
4姉妹の三女。流に対して素っ気なく、何かと突っかかってくる。胸が小さいことを気にしている。隣町の学校に通っている。
橘高 美里（きったか みさと）
声：乃田あす実
1月28日生まれ
4姉妹の四女。いつも周囲に気を配り、家族の和を大切にしている苦労性。流のことを「お兄ちゃん」と呼んで慕っている。姉の倫と同じ学校に通っている。

### サブキャラクター
赤坂 理佳（あかさか りか）
声：三木本彩響
元気いっぱいで人当たりが良い。高千穂村に遊びに来て、倫と友達になる。
君塚 薫（きみづか かおる）
声：鈴木理乃
倫の親友。明るく積極的で、その旺盛な好奇心から事件に深く係わっていく。
森園 水穂（もりぞの みずほ）
声：鈴木理乃
倫の親友。両親の離婚をきっかけに暗く沈んでしまっている。母親と田沼地区の小さなアパートで2人暮らしで、体調を崩して臥せっている母親を心配している。

## 舞台
高千穂村（たかちほ）
この物語の舞台。正式な所在地は本編に登場する新聞の縮刷版によれば「K県M郡 高千穂村」。周囲を山々に囲まれた一見すると長閑な田舎町。村内の多くが未舗装で、学校も無い。後述の田沼地区とはトンネルと道路（こちらはアスファルト）で結ばれている他、小さいながら鉄道駅も存在している。少し離れた場所にはカルデラ湖があり、村内を清流が流れている。カルデラ湖では、過去に猟奇殺人が発生している。宮崎県高千穂町がモデル。
田沼町(たぬちょう)
高千穂村の隣町。高千穂村とトンネルで結ばれている。小さな田舎町に過ぎないが、道路は舗装されており、ブティックや警察署、病院(橘高病院)や学校、図書館などの公共施設や商店が一通り揃っており、高千穂村よりは大きな町。過去と現在の2回に渡って少女1人のバラバラ死体が発見される猟奇殺人事件が発生した。倫と美里はこの町にある学校に自転車で通っている。
橘高邸
橘高家の4姉妹とその父親の自宅で流の居候先。村では有名な名家として知られている。かなり立派な表門がある純和風の邸宅で、敷地はかなりの広さがある。
橘高病院
橘高家が営む個人病院。田沼町にある。町で一番の病院として知られており、以前は姉妹の父親(流の叔父)が、現在は早苗が理事長を務めており、早苗は運転手付きの、左ハンドルの黒塗りの高級輸入車（父親の愛車）で送迎されている。
精神病棟
橘高病院の別棟。高千穂村内の山奥にある。患者の脱走事件が発生しており、その患者が一連の殺人事件の犯人ではないかと噂されている。
研究所
カルデラ湖に浮かぶ小島にある廃墟。奇妙な機材や人一人が入るくらいの透明なカプセルなどが放置されている。
廃村
研究所のすぐ近くにある廃墟。崩れかけた民家や家の土台、がらんどうのコンクリート建築の残骸などが手付かずで放置されている。

## スタッフ
- 原画：青桐静、みずきほたる、鷹乃みすづ、影風
- 企画・シナリオ：呉
- 音楽：たくまる
- ムービー：彩塚ましろ
- 背景原画：つきなが
- ディレクター：恋純ほたる
- プログラム：土山茂三

## 主題歌
オープニングテーマ「夏の羽音」
作曲・編曲 - たくまる / 作詞・歌 - 霜月はるか
霜月はこの曲が初の作詞。仕事として歌を歌うのも数回目で、手探り状態で頑張ったと語っている。